# Riet Neerincx
Maria Anna Theresia (Riet) Neerincx (Arnhem, 18 november 1925 - aldaar, 12 januari 2012) was een Nederlands beeldend kunstenaar die actief was als sieraadontwerper en conservator. Zij was werkzaam in Oosterbeek (1946-1947), Londen (1947-1951), Parijs (1951) en Arnhem (1951-1988).

## Biografie
Neerincx is opgeleid aan het Genootschap Kunstoefening te Arnhem (1941-1946), waar zij les had van onder meer Frans Zwollo jr., en vervolgens aan de Central School of Art and Design te Londen (1947-1951), waar zij geïnspireerd raakte door het werk van Barbara Hepworth en Henry Moore. Ze was werkzaam in het atelier van Frans Zwollo. Ze was erelid van de Vereniging van Edelsmeden en Sieraadontwerpers en de Beroepsvereniging Nederlandse Ontwerpers.
Neerincx was conservator van de afdeling Toegepaste kunst en Vormgeving bij het Gemeentemuseum Arnhem van september 1966 tot en met 1986. Onder haar leiding is het museum gestart werk van sieraadontwerpers en edelsmeden te verwerven en te presenteren. Neerincx werkte zelf als sieraadontwerper alleen met goud en zilver, maar wist werk van andere sieraadontwerpers die experimenteerden met andere materialen te waarderen en bood hen een podium in het museum.